# Selezione maschile di calcio di Guernsey
La Selezione di calcio di Guernsey è la rappresentativa di calcio dell'isola di Guernsey, dipendenza della Corona britannica. Dipende dalla Guernsey Football Association, fondata nel 1892.
Non fa parte né della FIFA né della UEFA e quindi non partecipa alle qualificazioni per le fasi finali dei Mondiali di calcio.
Essendo membro dell'International Island Games Association, questa rappresentativa partecipa agli Island Games, competizione nella quale ha conquistato la vittoria finale in 2 occasioni, nel 2001 e nel 2003.
Dal 1905, contende ogni anno alle altre 2 principali rappresentative delle Isole del Canale, Jersey e Alderney, il Muratti Vase; ha conquistato il trofeo 42 volte (alle spalle di Jersey, che ha vinto 48 titoli, largamente davanti ad Alderney, che si è imposto in una sola occasione).
Uno dei calciatori più celebri ad aver vestito la maglia di questa selezione è Matthew Le Tissier, bandiera del Southampton.

## Piazzamenti agli Island Games
| Anno   | Turno           | Posizione | G  | V  | N | P | GF | GS |
| ------ | --------------- | --------- | -- | -- | - | - | -- | -- |
| 1991   | Finale 5º posto | 6°        | 4  | 1  | 1 | 2 | 2  | 6  |
| 1995   | Finale 5º posto | 5°        | 4  | 1  | 2 | 1 | 7  | 6  |
| 1997   | Finale 3º posto | 4°        | 5  | 2  | 1 | 2 | 6  | 8  |
| 1999   | Finale 9º posto | 9°        | 4  | 2  | 2 | 0 | 11 | 8  |
| 2001   | Campione        | 1°        | 4  | 3  | 1 | 0 | 9  | 4  |
| 2003   | Campione        | 1°        | 4  | 4  | 0 | 0 | 23 | 3  |
| 2005   | Finale          | 2°        | 5  | 4  | 0 | 1 | 14 | 3  |
| 2009   | Finale 3º posto | 3°        | 5  | 3  | 1 | 1 | 15 | 2  |
| Totale | 8/11            |           | 35 | 20 | 8 | 7 | 87 | 40 |

## Statistiche incontri
| Avversario     | G   | V  | N  | P  | GF  | GS  |
| -------------- | --- | -- | -- | -- | --- | --- |
| Isole Åland    | 2   | 0  | 1  | 1  | 2   | 4   |
| Alderney       | 52  | 51 | 0  | 1  | 239 | 22  |
| Anglesey       | 6   | 3  | 2  | 1  | 10  | 4   |
| Cornovaglia    | 3   | 1  | 1  | 1  | 4   | 8   |
| Ebridi Esterne | 1   | 1  | 0  | 0  | 2   | 1   |
| Frøya          | 3   | 3  | 0  | 0  | 15  | 2   |
| Gibilterra     | 2   | 1  | 1  | 0  | 2   | 1   |
| Groenlandia    | 2   | 1  | 1  | 0  | 6   | 0   |
| Isola di Man   | 3   | 3  | 0  | 0  | 11  | 3   |
| Isola di Wight | 5   | 2  | 2  | 1  | 9   | 8   |
| Isole Falkland | 1   | 1  | 0  | 0  | 3   | 0   |
| Isole Orcadi   | 2   | 2  | 0  | 0  | 13  | 0   |
| Isole Shetland | 3   | 1  | 0  | 2  | 7   | 9   |
| Jersey         | 108 | 43 | 12 | 53 | 179 | 207 |
| Rodi           | 2   | 1  | 1  | 0  | 2   | 1   |